# Bathelium madreporiforme
Bathelium madreporiforme är en lavart som först beskrevs av Eschw., och fick sitt nu gällande namn av Vittore Benedetto Antonio Trevisan de Saint-Léon. Bathelium madreporiforme ingår i släktet Bathelium och familjen Trypetheliaceae.   Inga underarter finns listade i Catalogue of Life.